# 티베트 박물관
티베트 박물관(Tibet Museum)은 서울특별시 종로구 소격동에 있었던 사립 박물관으로, 티베트의 불교문화와 관련된 유물을 전시했다. 2000년대 후반에 폐관했다.

## 특징
티베트의 유물 1000여점을 각기 다른 구석에 전시하고, 티베트인들의 복식과 종교 생활에서 빠지지 않는 마니차, 티베트의 고유 탱화인 탕카 및 여러 종류의 불상과 금동조각상 등을 보여준다. 티베트 전통음악에서 쓰는 인골 악기, 열반한 라마승의 두개골로 만든 탈과 티베트 길상 8보 중 하나인 대법라 등이 있다면 티베트 문화의 독특한 면모를 보여줄 것이다.
박물관 1층에는 불교의식에 쓰이는 마니차와 마정수기봉을 비롯해 불상과 탑을 전시하고 싶어한다. 2층에는 라마승의 의식용 법의 등 300여 점을 전시할 공간도 있다. 오전 10시부터 오후 7시까지 문을 열며, 입장료는 성인 5000원, 학생 3000원이다.

## 같이 보기
- 화정 박물관
- 대원사 티베트 박물관

 본 문서에는 서울특별시에서 지식공유 프로젝트를 통해 퍼블릭 도메인으로 공개한 저작물을 기초로 작성된 내용이 포함되어 있습니다.